# Medmassa pulchra
Medmassa pulchra là một loài nhện trong họ Corinnidae.
Loài này thuộc chi Medmassa. Medmassa pulchra được Tord Tamerlan Teodor Thorell miêu tả năm 1881.